# Xihuingo (zona arqueológica)
La zona arqueológica de Xihuingo se localiza al pie de cerro del mismo nombre palabra que se deriva de  Xihuitl (año) -Co (locativo, lugar). El lugar del año, y por extensión, el lugar donde se calcula o se registra el año; a 3 kilómetros al norte de la cabecera municipal de Tepeapulco, en el Estado de Hidalgo, México.

## Zona

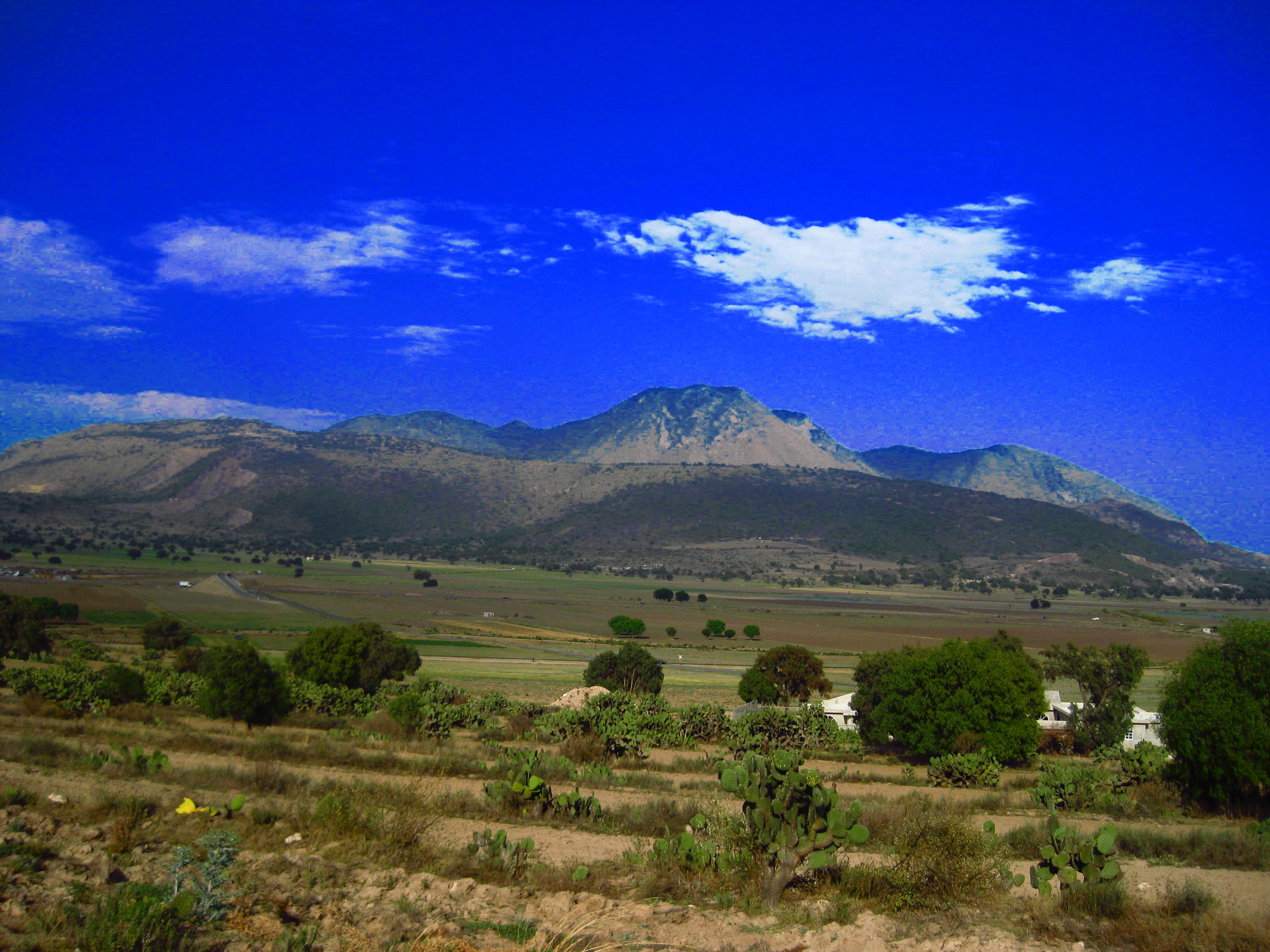
Cerro de Xihuingo.

El cerro de Xihuingo, es una montaña ubicada en el Eje Neovolcanico, es la segunda elevación más importante del estado con 3.240 m s. n. m., sólo superada por el cerro "la Peñuela" por una diferencia de 110 m s. n. m. La zona arqueológica abarcaba una extensión aproximada de 1 km².
Existen en los acantilados aledaños algunas cruces punteadas como las de Teotihuacán que servían para cálculos astronómicos y que podrían estar relacionados con el nombre de esta zona arqueológica. Numerosos petrograbados de diferentes épocas se localizan en los acantilados cercanos, así como también dos peñas decoradas con pinturas rupestres en color rojo: El Tecolote, donde aparecen hombres esquemáticos armados de varas, y Las Tres Peñas, donde se encuentran plasmadas huellas de manos humanas y otros símbolos geométricos no identificados.

## Historia
Cronológicamente queda enmarcado dentro de lo que los arqueólogos llaman Teotihuacán III y IV del periodo Clásico: años 300 a 750 d. C. Xihuingo era un pequeño pueblo comprendido dentro de los límites del área cultural teotihuacana.
Xihuingo pasaba una de las rutas de intercambio comercial que iba del altiplano central hacia el oriente. La ruta desde Teotihuacán pasaba por Tepeapulco, Otumba, Calpulalpan, Tlaxcala y de allí hasta la costa del Golfo.

## Pirámide el Tecolote

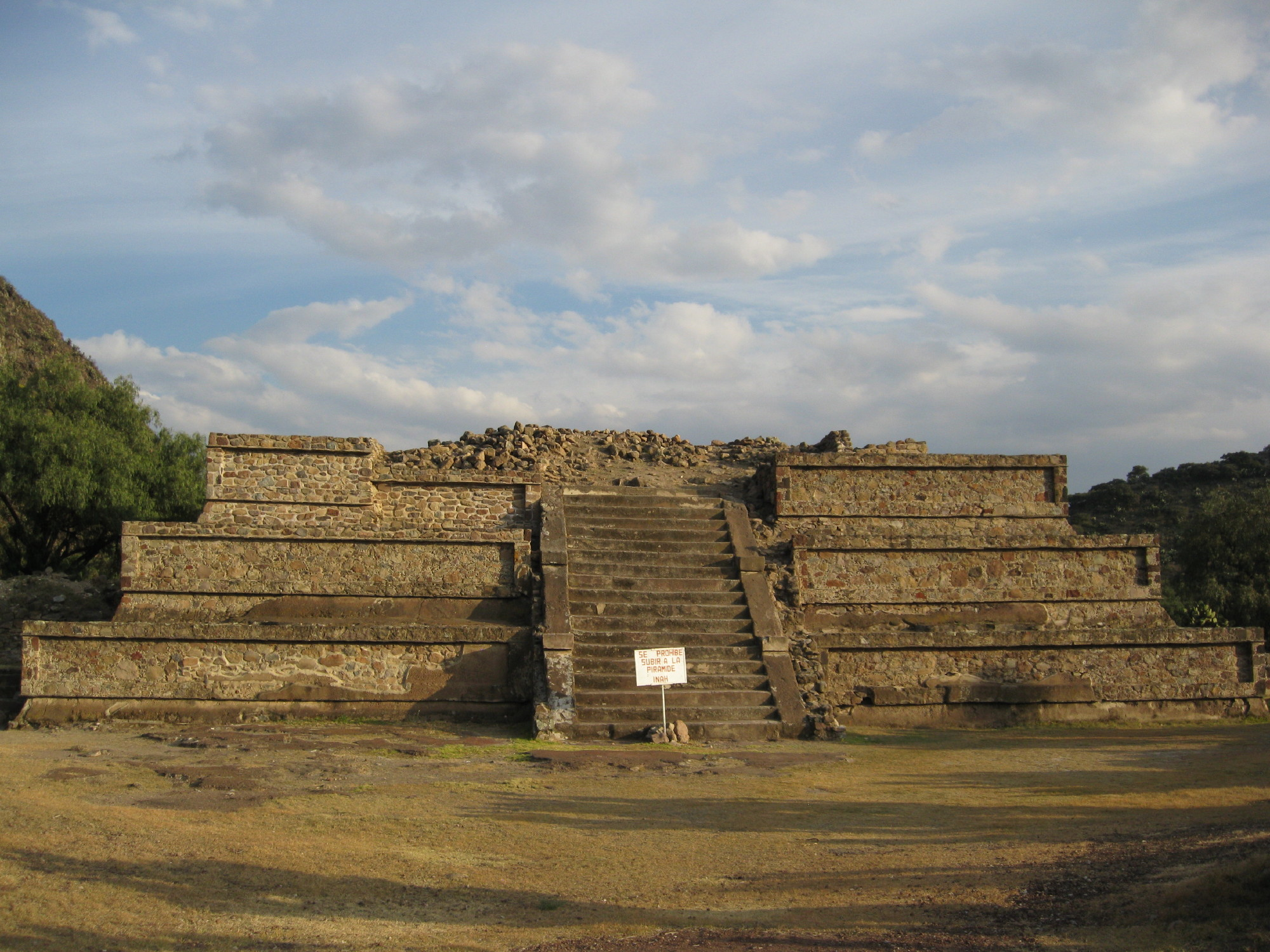
Pirámide el Tecolote.

Destaca en esta zona arqueológica la pirámide llamada “El Tecolote” (porque en ella se encontró una escultura de este animal). formada por tres cuerpos escalonados construidos por talud y tablero y sirve de eje a una amplia avenida semejante a la calzada de los muertos de Teotihuacán. El monumento está orientado hacia el poniente, y se construyó con la más pura técnica teotihuacana, ya que sus proporciones corresponden a este estilo.